# Tooro
Cet article possède des paronymes, voir Taureau et Toro.
 (avril 2010).
Le Tooro est une province traditionnelle, du nord du Sénégal, dans la région du Fouta-Toro. Le Fouta-Toro (ou Fuuta-Tooro), autrefois un royaume, appartenait à la communauté ouest-africaine des pulaarophones (ceux dont le Pulaar est la langue).

## Géographie
Le Tooro, situé entre la partie occidentale et la partie centrale du Fouta, formait une frontière avec la province du Dimar et celle du Laaw, elles aussi incluses dans le Fouta.
Aujourd'hui, la zone du Tooro, correspond approximativement au département de Podor et ses environs.

## Histoire
La province du Tooro, est l'une des plus anciennes entités géopolitique de la zone, qui était comprise dans l'État du Tekrour, avant que celui-ci prenne le nom de Fouta-Toro. Cette province est traditionnellement dirigée par le clan dont le patronyme est Sall, d'origine thiédo.
Le titre que portait le dirigeant de la province du Tooro, était Lam-Tooro. Le Lam-Toro, résidait dans la ville de Guédé. Les ressortissants du Tooro s'appellent les Tooronké.
La province du Tooro, était le centre politique du Fouta, (le royaume), d'où le nom de Fouta-Tooro. En effet, il constitua la première province du Fouta, à partir de laquelle les autres allaient être fondées.
En 1858, avec le début de la colonisation du Sénégal par les Français, sous l'impulsion de leur chef Louis Faidherbe, le Tooro, est détaché de l'État du Fouta, pour être placé désormais sous protectorat français, avec la province du Dimar.
Le Tooro est la province de naissance du conquérant Pulaar El Hadj Oumar Tall. Les habitants du Tooro, sont majoritairement d'origine pulaar, et de religion musulmane.

## Origine du nomTooroet du titre deLam-Tooro
Lam vient du pulaar LamDo/LamBe (Roi, chef d'une propriété) et est à rapprocher du wolof Laman (propriétaire terrien). Lam est aussi un patronyme Pulaar.
Le terme Tooro est originaire de la vallée du Nil. Dans la région nilotique, (Nubie et région des grands lacs), de nombreux clans (apparenté aux Nuer, Dinka, etc.) portent le nom de Tooro, en lien avec l'habitat des collines où ils vivent. On rencontre également notamment des Tooro dans les collines de Nubie (Nuba Hills) dans l'actuel Soudan). Le terme Tooro, se retrouve aussi chez les Dogons, qui habitent les falaises de Bandiagara au Mali.
Les Pulaar étant originaires de cette région avant d'entamer leur migration vers la vallée du fleuve Sénégal. Ce terme de Tooro, hérité de leur lieu d'origine, a donné son nom à cette province.
Il en est de même avec le terme Nyoro, que l'on retrouve dans les mêmes régions (Nubie, Soudan, région des grands lacs) et dans le monde pulaar, notamment dans les toponymes : Nioro du Rip au Sénégal toujours région de Kaolack, puis Nioro du Sahel dans l'ouest du Mali, région de Kayes.
D'après d'autres sources postérieures, en relation avec l'hégémonie de l'Islam dans la communauté Pulaar d'aujourd'hui, et les chefs religieux musulmans de cette communauté, les Cheikhou, Tooro viendrait de « Tor du Sinaï » (qui vient de l'Arabe Tur Sinaï), un lieu de grande importance pour les traditions religieuses hébraïque et islamique : c'est le lieu ou le prophète Moïse des traditions hébraïques reçut les tables de lois. Le nom originel de ce lieu est Raithu.